# Cừu St.Croix

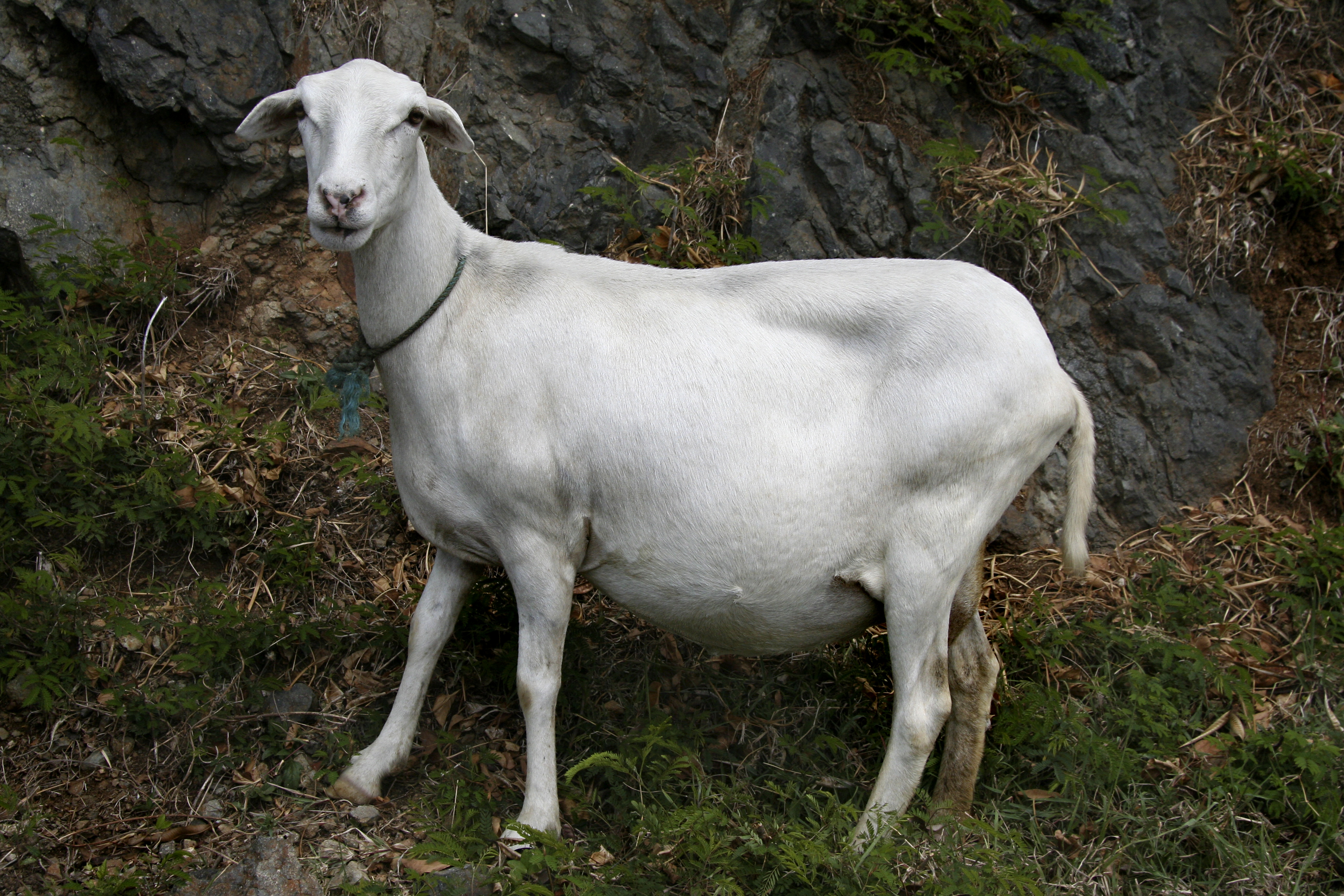
Cừu mượt

Cừu St.Croix hay còn gọi là cừu mượt hay cừu không lông là một giống cừu có nguồn gốc từ Mỹ ở Quần đảo Virgin, và chúng được đặt tên theo tên hòn đảo Saint Croix, chúng cũng thường được gọi là cừu trắng đảo Virgin vì những cá thể đã được nhập khẩu vào Bắc Mỹ đã được lựa chọn với những cá thể có bộ lông và da màu trắng. Trên đảo St. Croix, chúng có sắc thái của màu nâu, trắng và đen.
Các chuyên gia Mỹ đã gây giống loài cừu này, còn được gọi là "cừu mượt", nhằm giảm bớt công việc xén lông đầy vất vả, đồng thời xoá bỏ nỗi lo về những con vật ký sinh đang đầy đoạ những loài cừu lông xù thuần chủng. St Croix cừu là cả vật ăn cỏ và có thể bứt lá. Chúng khôn kén ăn do đó giống cừu này đã được sử dụng để kiểm soát cỏ dại do sở thích của chúng đối với cỏ dại. Cừu St Croix cừu có thể dễ dàng quản lý.

## Lịch sử
Giống cừu này bắt nguồn từ ông Kreg Leymaster, nhà di truyền học tại Viện nghiên cứu Nông nghiệp Mỹ và đồng nghiệp đã nhân giống chéo hai giống cừu Katahdin có khả năng chống đỡ vật ký sinh và cừu Dorper cơ bắp, nhiều thịt, ít lông. Họ hy vọng nông dân Mỹ sẽ chọn loài vật lai này thay vì những con lông xù ở Australia và New Zealand. Lợi thế lớn nhất của cừu không lông là giá thành sản xuất thịt và công lao động giảm đáng kể.
Về nguồn gốc giống, giống cừu này được cho là có nguồn gốc từ châu Phi cừu đã được đưa đến vùng biển Caribbean trên tàu nô lệ, và là một giống cừu tóc mà không mọc len. St Croix là một giống nhiệt đới hardy biết đến với khả năng chống ký sinh trùng, và được nuôi chủ yếu để sản xuất thịt. Nhà lai tạo lai St Croix với các giống khác để truyền đạt những đặc điểm quan trọng vào dòng máu của họ. Các giống St Croix là giống nền tảng cho giống cừu Katahdin và Royal trắng.

## Đặc điểm

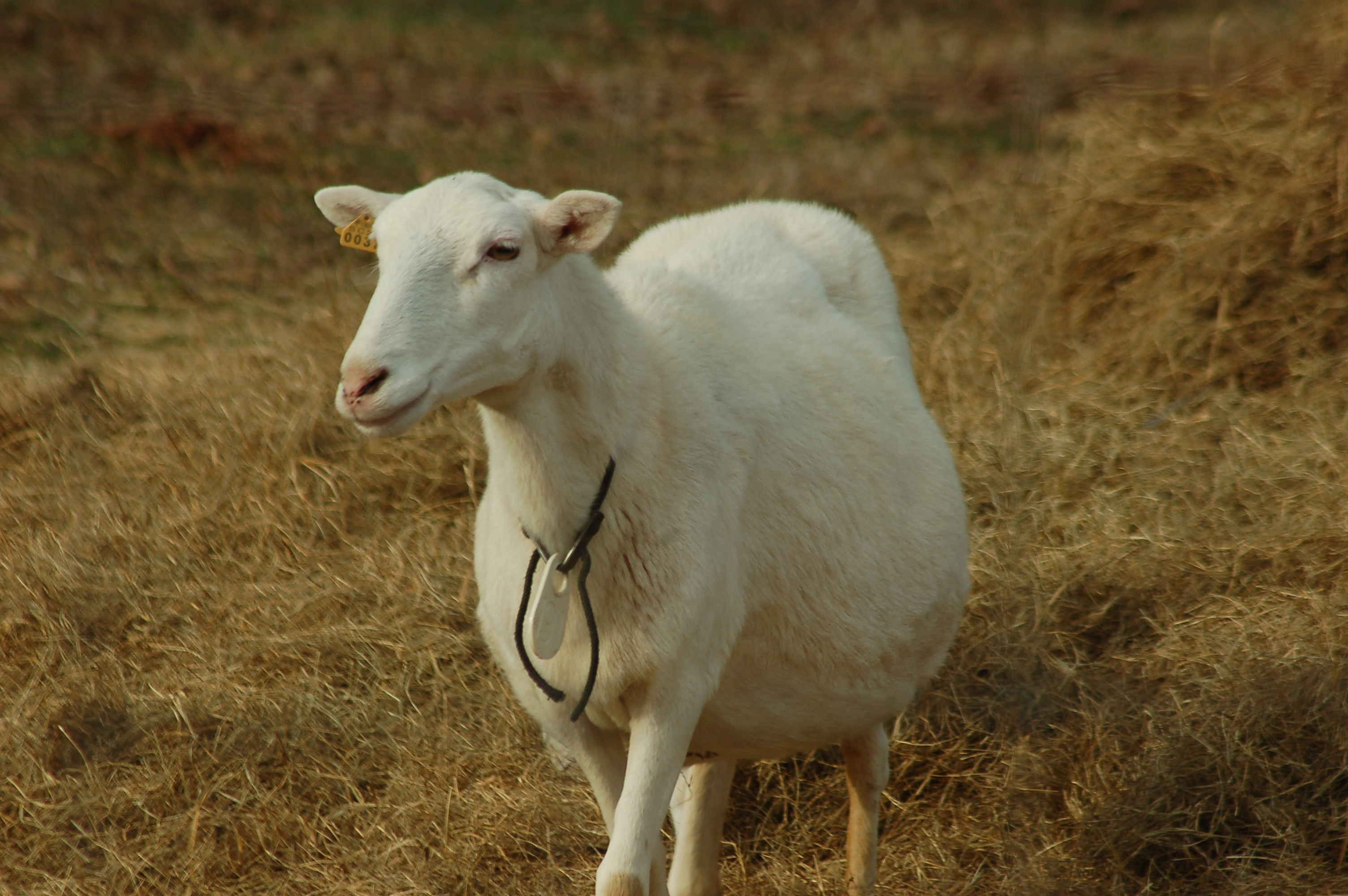
St. Croix

Hầu hết cừu St. Croix là hoàn toàn màu trắng với những người khác là rắn, nâu, đen hoặc trắng với những đốm màu nâu hoặc đen. Cừu cái và đực không có sừng, Chiên có bờm cổ họng lớn, cừu cái trưởng thành nặng 68 kg (150 lbs) và đực nặng 90 kg (200 lbs). Trọng lượng sơ sinh trung bình 2,7 kg (6 lbs) đến 3,1 kg (7 lbs). Bộ lông xù của những con cừu thuần chủng gồm những sợi quăn nhỏ. Còn cừu mượt được bao phủ bởi một lớp sợi to thẳng và rụng đều đặn. Cừu mượt cũng hấp dẫn đối với những người khó ăn ở Mỹ. Cừu St Croix cừu sản xuất với số lượng phong phú của cao sữa trong bơ. Ở một số vùng của Hoa Kỳ, cừu cái được vắt sữa để sản xuất pho mát. Cừu non kết thúc với một số lượng tối thiểu của các chất béo và có một xương nhỏ với tỷ lệ chất béo.
Thịt nạc và không có mùi vị mỡ động vật, cũng như tự nhiên ít cholesterol. Hương vị và mùi thơm được mô tả là nhẹ. Thịt được đánh giá là có hương vị tốt, có nhiều nước, và dịu. Rất nhiều người không thích thịt cừu bởi vị của nó đậm đặc hơn so với thịt lợn hay thịt bò, nhiều người thử nghiệm nói rằng cừu mượt có vị trung tính hơn. Ngoài ra, việc chăm sóc cừu mượt cũng dễ dàng hơn bởi chúng rất khoẻ và thuần tính. Tuy vậy những con vật lai này chưa chắc cho ra kết quả tốt. Trán chúng phẳng, xương mũi lồi ra, chúng có hố nước mắt, mõm của chúng mỏng, môi hoạt động, răng cửa sắc, nhờ đó chúng có thể gặm được cỏ mọc thấp và bứt được những lá thân cây mềm mại, hợp khẩu vị trên cao để ăn. Chúng có thói quen đi kiếm ăn theo bầy đàn, tạo thành nhóm lớn trên đồng cỏ. Trong da chúng có nhiều tuyến mồ hôi và tuyến mỡ hơn dê.
St Croix cừu có thể sống trong một loạt các vùng khí hậu, chúng cũng đang thích nghi với khí hậu nóng ẩm của vùng nhiệt đới và có thể tồn tại ở nhiệt độ lạnh. Lớp áo lông của chúng cho phép họ chịu đựng được nhiệt, và họ phát triển một lớp lông khoác len dày ở nhiệt độ mùa đông lạnh. Cừu St Croix cũng cho thấy khả năng kháng bệnh thối móng. Cừu cái và đực đến tuổi dậy thì chỉ sau 3 tháng tuổi. Cừu non nên được tách ra từ mẹ của chúng sau 60 ngày. Ở tuổi 7-8 tháng, những con cừu cừu nên có chu kỳ động dục đầu tiên. Cừu sẽ có rụng trứng trong tất cả các tháng trong năm, không phải sau một thời gian sinh sản theo mùa giống như hầu hết cừu. Cừu cái có thể có cừu con lúc 12 tháng tuổi. Cừu cái có thể có hai con cừu non trong một năm, đôi khi ba trong hai năm.
Cừu lai (Dorper x St. Croi x White) có khối lượng cai sữa 22,6 kg cao hơn cừu St. Croi x White (19,6 kg) trong cùng điều kiện nhiệt đới ở vùng biển Caribbean, tỷ lệ cai sữa cũng khác nhau (90,9% so với 85,9%). cừu lai F1 (Dorper x Merino) 90 ngày tuổi có khối lượng 28,6 kg lại cao hơn nhiều so con lai F1 (Dorper x Phan Rang), điều này khẳng định khối lượng cừu lai chịu ảnh hưởng rõ rệt kiểu gen hay do ảnh hưởng của giống bản địa ở các nước trên đều có khối lượng lớn hơn. Cừu lai thường động dục tập trung theo mùa cuối mùa khô và đầu mùa mưa, cừu lai (Dorper x St. Croi x White) có khả năng sinh sản 92,7% cao hơn cừu (St. Croi x White) 83,8%.

## Chăn nuôi

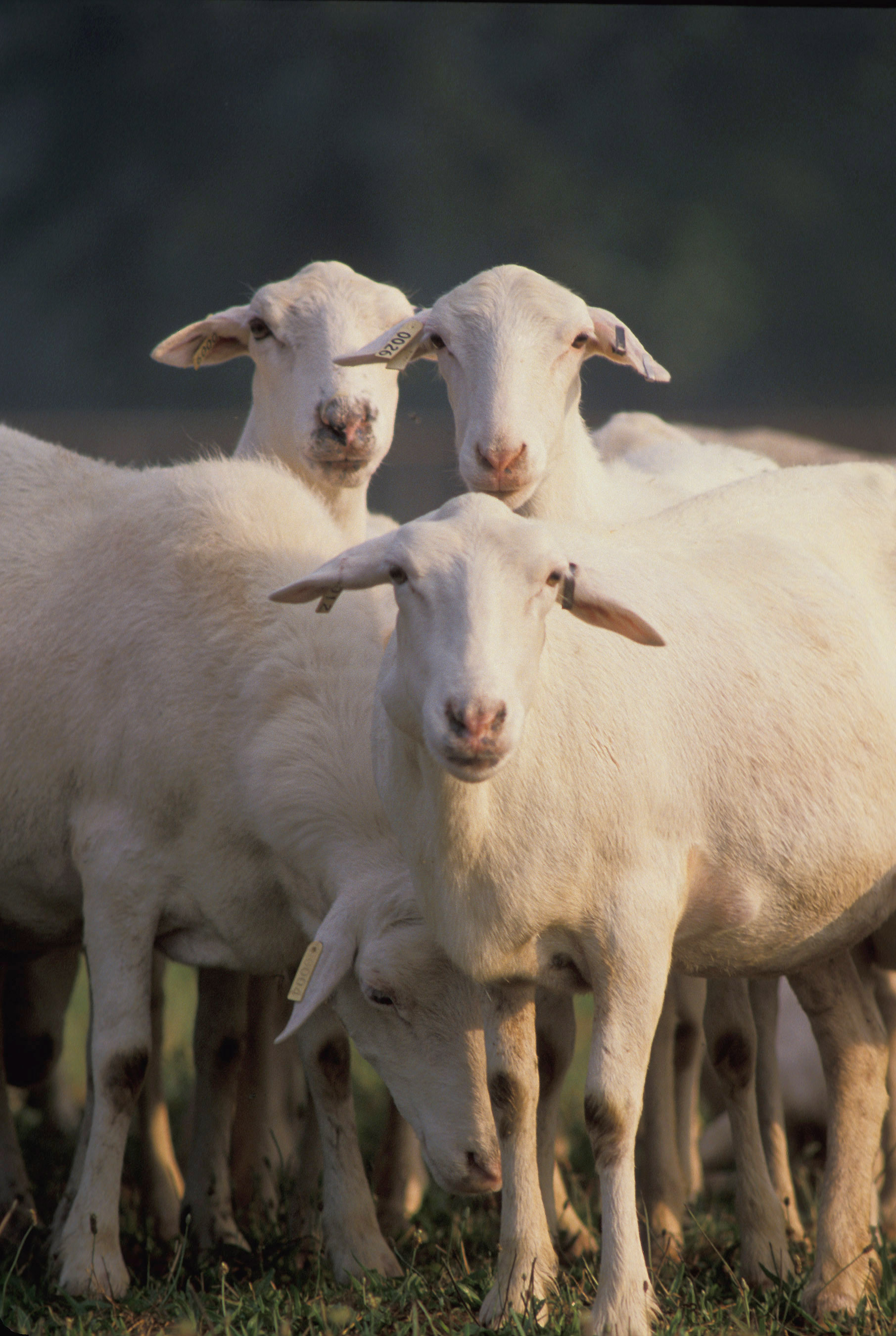
Croix

Chúng có tính bầy đàn cao nên dễ quản lý, chúng thường đi kiếm ăn theo đàn nên việc chăm sóc và quản lý rất thuận lợi. Chúng cũng là loài dễ nuôi, mau lớn, ít tốn công chăm sóc. So với chăn nuôi bò thì chúng là vật nuôi dễ tính hơn, thức ăn của chúng rất đa dạng, thức ăn của chúng là những loại không cạnh tranh với lương thực của người. Chúng là động vật có vú ăn rất nhiều cỏ.
Hầu hết chúng gặm cỏ và ăn các loại cỏ khô khác, tránh các phần thực vật có gỗ nhiều. Chúng có chế độ hoạt động ban ngày, ăn từ sáng đến tối, thỉnh thoảng dừng lại để nghỉ ngơi và nhai lại. Đồng cỏ lý tưởng cho chúng như cỏ và cây họ Đậu. Khác với thức ăn gia súc, thức ăn chính của chúng trong mùa đông là cỏ khô.
Chúng là loài ăn tạp, có thể ăn được nhiều loại thức ăn bao gồm thức ăn thô xanh các loại như: rơm cỏ tươi, khô, rau, củ quả bầu bí các loại, phế phụ phẩm công nông nghiệp và các loại thức ăn tinh bổ sung như cám gạo ngũ cốc. Mỗi ngày chúng có thể ăn được một lượng thức ăn 15-20% thể trọng. Chúng cần một lượng thức ăn tính theo vật chất khô bằng 3,5% thể trọng. Với nhu cầu 65% vật chất khô từ thức ăn thô xanh (0,91 kg) và 35% vật chất khô từ thức ăn tinh (0,49 kg). Khi cho chúng ăn loại thức ăn thô xanh chứa 20% vật chất khô và thức ăn tinh chứa 90% vật chất khô.
Nguồn nước uống là nhu cầu cơ bản của chúng. Lượng nước cần cho chúng biến động theo mùa và loại và chất lượng thực phẩm mà chúng tiêu thụ. Khi chúng ăn nhiều trong các tháng đầu tiên và có mưa (kể cả sương, khi chúng ăn vào sáng sớm), chúng cần ít nước hơn. Khi chúng ăn nhiều cỏ khô thì chúng cần nhiều nước. Chúng cũng cần uống nước sạch, và có thể không uống nếu nước có tảo hoặc chất cặn. Trong một số khẩu phần ăn của chúng cũng bao gồm các khoáng chất, hoặc trộn với lượng ít.

## Chăm sóc

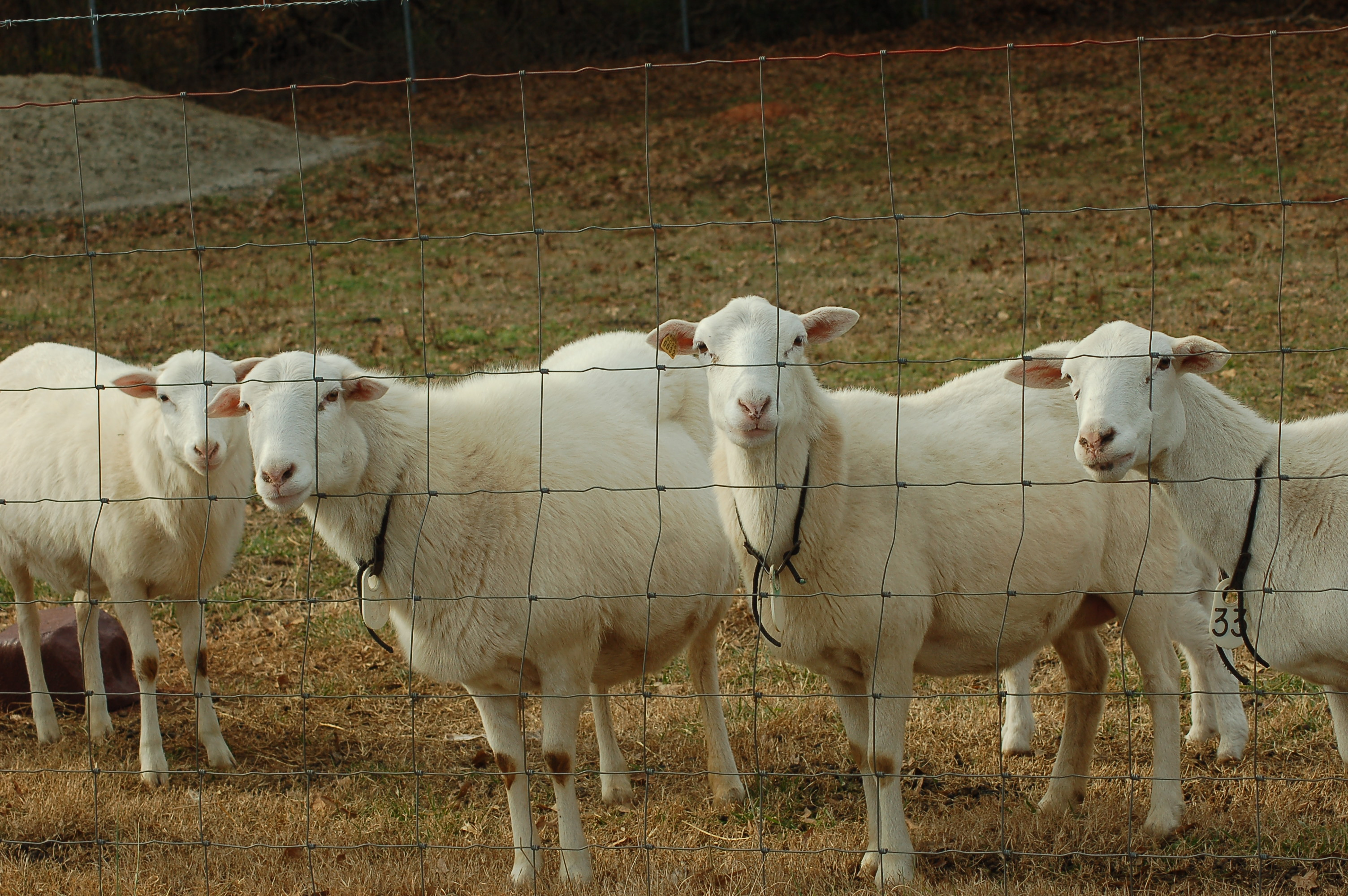
Đàn cừu St. Croix ở Nam Carolina

Sau khi cho phối giống 16-17 ngày mà không có biểu hiện động dục lại là có thể cừu đã có chửa, Căn cứ vào ngày phối giống để chuẩn bị đỡ đẻ cho cừu (thời gian mang thai của cừu 146-150 ngày) nhằm hạn chế cừu sơ sinh bị chết; Có thể bồi dưỡng thêm thức ăn tinh và rau cỏ non cho cừu có chửa nhưng tuyệt đối tránh thức ăn hôi mốc; Khi có dấu hiệu sắp đẻ (bầu vú căng, xuống sữa, sụt mông, âm hộ sưng to, dịch nhờn chảy ra, cào bới sàn…) nên nhốt ở chuồng riêng có lót ổ rơm và chăn dắt gần, tránh đồi dốc.
Thông thường cừu mẹ nằm đẻ nhưng cũng có trường hợp đứng đẻ, tốt nhất nên chuẩn bị đỡ đẻ cho cừu; Sau khi đẻ cừu mẹ tự liếm cho con. Tuy nhiên, vẫn phải lấy khăn sạch lau khô cho cừu con, nhất là ở miệng và mũi cho cừu con dễ thở. Lấy chỉ sạch buộc cuống rốn (cách rốn 4–5 cm), cắt cuống rốn cho cừu con và dùng cồn Iod để sát trùng; Giúp cừu con sơ sinh đứng dậy bú sữa đầu càng sớm càng tốt (vì trong sữa đầu có nhiều kháng thể tự nhiên); Đẻ xong cho cừu mẹ uống nước thoải mái (có pha đường 1% hoặc muối 0.5%).
Cừu con trong 10 ngày đầu sau khi đẻ cừu con bú sữa mẹ tự do; Từ 11-21 ngày tuổi cừu con bú mẹ 3 lần/ngày, nên tập cho cừu con ăn thêm thức ăn tinh và cỏ non, ngon; 80-90 ngày tuổi có thể cai sữa. Giai đoạn này phải có cỏ tươi non, ngon cho cừu con để kích thích bộ máy tiêu hóa phát triển (đặc biệt là dạ cỏ) và bù đắp lượng dinh dưỡng thiếu hụt do sữa mẹ cung cấp không đủ; Cừu sinh trưởng và phát triển nhanh, mạnh ở giai đoạn này.